# Maciuńce
Maciuńce (biał. Мацюнцы, Maciuncy; ros. Матюнцы, Matiuncy) – wieś na Białorusi, w obwodzie grodzieńskim, w rejonie werenowskim, w sielsowiecie Dociszki.
Dawniej okolica szlachecka. W dwudziestoleciu międzywojennym leżały w Polsce, w województwie nowogródzkim, w powiecie lidzkim, w gminie Raduń.